# خانية أردبيل
خانية أردبيل كانت خانية في القرنين الثامن عشر والتاسع عشر ومقرها أردبيل . أسسها يد بدر خان في عام 1736، والذي حضر تتويج نادر شاه في يناير 1736. كانت الخانات تحت حكم عشيرة ساريخانبيلي المتحالة مع قبيلة شاهسيفان [الإنجليزية]. حُلَّت الخانية في عام 1808 وحُولت إلى مقاطعة تابعة لإيران القاجارية .

## قائمة الحكام
- بدر خان ساريخانبيلي شاهسيفان [الإنجليزية] (كرئيس أعلى للشاهسيفان) 1736 - 1747
- نزار علي خان ساريخانبيلي شاهسيفان [الإنجليزية] (1757 - 1792 (اعترف به كريم خان زند باعتباره خانًا)
  - تالا حسن خان (حكم كدمية في يد فتالي خان [الإنجليزية] قوبا في 1784–1785)
- ناصر خان ساريخانبيلي شاهسيفان [الإنجليزية] 1792 - 1797
- نزار علي خان الثاني [الإنجليزية] 1797-1808